# Mark Bernstein

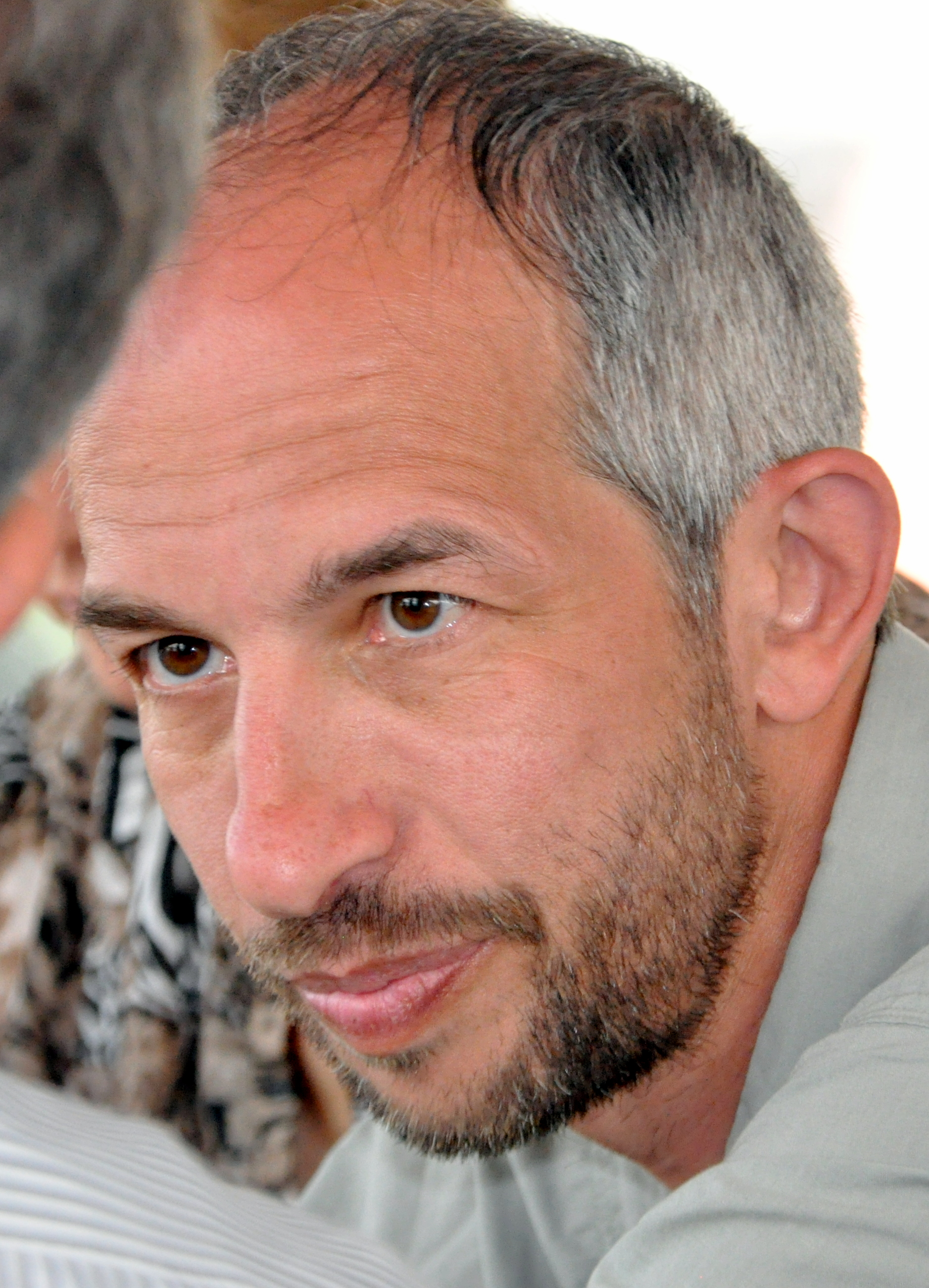
Mark Bernstein, 2013

Mark Israjlewitsch Bernstein (belarussisch Марк Ізрайлевіч Бернштэйн Mark Israjlewitsch Bernschtejn, russisch Марк Израйлевич Бернштейн Mark Israilewitsch Bernschtein; geb. 19. August 1965 in Minsk) ist ein belarussischer Blogger und Autor in der russischsprachigen Wikipedia. Im März 2022 wurde Bernstein vom staatlichen Sicherheitsdienst Belarus GUBOPiK verhaftet und beschuldigt, gegen ein russisches Fake-News-Gesetz verstoßen zu haben, indem er Wikipedia-Artikel zum russischen Überfall auf die Ukraine 2022 bearbeitet hatte. Im Juni 2022 wurde er zu drei Jahren Hausarrest verurteilt.

## Jugend und Wohnsitz
Mark Bernstein studierte an der Belarussischen Nationalen Technischen Universität und lebt in Minsk.

## Wikipedianer
Von Ende 2009 bis Anfang 2022 war Bernstein einer der 50 aktivsten Beiträger der russischsprachigen Wikipedia mit über 200.000 Bearbeitungen. Als seine beste Leistung in der Wikipedia bezeichnete er 2009 die Arbeit an einem Artikel über die Zensur in der Sowjetunion, in dem er rund 250 Quellen zitiert hatte. Bernstein riet neuen Wikipedia-Autoren, zunächst von den Bearbeitungsmustern erfahrener Wikipedianer zu lernen und sich darauf einzustellen, mit Autoren zusammenzuarbeiten, die sehr unterschiedliche und oft gegensätzliche Standpunkte vertreten, was er als Schlüssel zur Entwicklung von Wikipedia-Artikeln ansah.

## Inhaftierung 2022
Als einige Autoren der russischen Wikipedia behaupteten, der Artikeltitel „Russische Invasion in die Ukraine (2022)“ verstoße gegen die Wikipedia-Politik, Informationen von einem neutralen Standpunkt aus zu präsentieren, hielt dem Bernstein entgegen: „Russische Truppen sind in das Gebiet der Ukraine eingedrungen. Das ist nur eine Tatsache, kein Standpunkt.“
Am 10. März 2022 wurden in einem Online-Messaging-Forum für russische Propaganda auf Telegram, Mrakoborets (eine Anspielung auf Harry Potter), private Informationen über Bernstein veröffentlicht und ihm vorgeworfen, gegen ein neues russisches Gesetz gegen die Veröffentlichung von Fake News zu verstoßen. In dem Forum wurde behauptet, Bernsteins Bearbeitung von Wikipedia-Artikeln über den russischen Überfall auf die Ukraine 2022 verstoße gegen das neue Gesetz.
Am 11. März 2022 nahm GUBOPiK, die belarussische Hauptdirektion für die Bekämpfung der organisierten Kriminalität und der Korruption, Bernstein fest. Regierungsnahe Telegram-Kanäle veröffentlichten eine Videoaufzeichnung von Bernsteins Festnahme und beschuldigten ihn, gefälschte, „antirussische“ Informationen zu verbreiten. Am 12. März 2022 wurde er wegen „Ungehorsams gegenüber einem rechtmäßigen Befehl oder einer rechtmäßigen Forderung eines Beamten“ (Artikel 24.3 des Verwaltungskodex von Belarus, der sich gegen zivilen Ungehorsam richtet) zu 15 Tagen Haft verurteilt. Nach Ablauf der 15 Tage Haft wurde er nicht freigelassen. Am 24. Juni 2022 wurde der Wikipedianer zu drei Jahren Hausarrest verurteilt.

## Reaktionen
Am 11. März 2022 erklärte die Wikimedia Foundation, Betreiber der Wikipedia und anderer Wikimedia-Projekte, in einer Antwort auf eine Anfrage zu Bernsteins Inhaftierung, dass die Teams für Vertrauen, Sicherheit und Menschenrechte der Stiftung die anhaltende Krise in der Ukraine beobachteten und in engem Kontakt mit den Wikimedia-Gemeinschaften in der Region stünden, um ihre Sicherheit zu gewährleisten und auf ihre Bedürfnisse zu reagieren.